# Джумабеков, Дастанбек Артисбекович
Дастанбек Артисбекович Джумабеков (2 октября 1976, Сатыкей, Киргизская ССР, СССР) — киргизский политик, Торага Жогорку Кенеша Киргизии (2017—2020).

## Биография
Дастанбек Артисбекович родился 2 ноября 1976 года в селе Сатыкей Кара-Бууринского района Таласской области Киргизской ССР.
В 2001 году окончил Киргизский национальный университет по специальности юрист.

### Трудовая деятельность
С 2002 по 2009 годы занимал разные руководящие должности в коммерческих фирмах и компаниях.
В 2009 году занимал должность начальника передвижного механизированного отряда МЧС Киргизской Республики.
В октябре 2010 года избран депутатом Жогорку Кенеша V созыва по списку политической партии «Ата-Журт».
В октябре 2015 года избран депутатом Жогорку Кенеша VI созыва по списку политической партии «Кыргызстан».
25 октября 2017 года избран председателем Жогорку Кенеша Киргизской Республики.
6 октября 2020 года на фоне массовых протестов подал в отставку. По словам депутата Айсулуу Мамашовой, Джумабеков не пришел на экстренное заседание в Дом кино, где собрались 26 депутатов, и не появился в отеле «Достук», где собрались 35 депутатов. Чтобы принять отставку спикера, необходимо не менее двух третей голосов.

## Критика
Спикера VI созыва парламента активно высмеивали в социальных сетях за различные конфузы. Так, в декабре 2019 года Д. Джумабеков, пытаясь прочитать "Франкфурт-на-Майне", сказал "Франкфурт-жана-Маяне", за что в кыргызском сегменте интернета был прозван "Маяне". Такие случаи стали не единичными. В сентябре 2019 года речь спикера в Нур-Султане неприятно удивила присутствующих.
А во время агитационной кампании выборов в парламент 2020 года Дастана Джумабекова обнаружили на фотографии, где он выдал роженице денежное вознаграждение в размере 50 тысяч сомов (619 $). Позднее на него возбудили уголовное дело по статье "Подкуп голосов избирателей".

## Награды
- Почетная грамота МЧС за достигнутые успехи в работе
- Медаль «За заслуги перед Оборонно-спортивно-технической организацией КР»
- Почетная грамота главы Кара-Бууринской райгосадминистрации за большой вклад в улучшение и развитие инфраструктуры района
- Почётная грамота Совета МПА СНГ (13 октября 2017 года, Межпарламентская ассамблея СНГ) — за активное участие в деятельности Межпарламентской Ассамблеи и её органов, вклад в укрепление дружбы между народами государств — участников Содружества Независимых Государств[6]
- Медаль «За заслуги ТЮРКПА» (2018)[7]